# Marcel Cressot
Marcel Jean Cressot  (* 31. Januar 1896; † 18. Juni 1961) war ein französischer Romanist und Stilforscher.

## Leben
Cressot war Agrégé de lettres. Er habilitierte sich mit den beiden Thèses La phrase et le vocabulaire de J.-K. Huysmans. Contribution à l'histoire de la langue française pendant le dernier quart du XIXe siècle (Paris 1938, Genf 1975) und Vocabulaire des Quinze Joies de Mariage d'après le texte de la 2nde édition de la Bibliothèque Elzévirienne de 1857 (Paris 1939, Genf 1974) und wurde Professor für Französisch (auch Dekan) an der Universität Nancy.

## Werke
- Le style et ses techniques. Précis d'analyse stylistique, Paris 1947, 1951, 1956, 1959, 1963, 1969, 1971, 1974, 1976, 1980, 1983, 1988, 1991, 1996
- (Übersetzer) Chan Heurlin. Poème en patois messin de Brondex et Mory, Nancy 1948, 1958
- Musique pour deux saisons, Rodez 1957